# Metassemiótica
A metassemiótica é a semiótica que tem por objecto de estudo um sistema semiótico. Neste sentido, a linguística é uma metassemiótica.